# Gloria Kossak
Gloria Kossak (ur. 16 grudnia 1941 w Krakowie, zm. 5 października 1991) – polska malarka, poetka.

## Życiorys
Była córką Jerzego Kossaka i siostrą Simony Kossak. Ukończyła Państwowe Liceum Sztuk Plastycznych w Krakowie. Malowała pejzaże używając techniki olejnej. Wierszami z kolei chciała dopełnić swoją twórczość malarską. Jej pierwszy wernisaż (połączony z recytacją jej wierszy) odbył się w 1984 r. w krakowskim Pałacu pod Baranami. Oprócz poezji Kossak pisała także wspomnienia, które opublikował kwartalnik „Kraków” w 1984 r. Jej córką jest Joanna Kossak, również malarka, a zięciem – 
Krystian Matysek, operator filmowy.

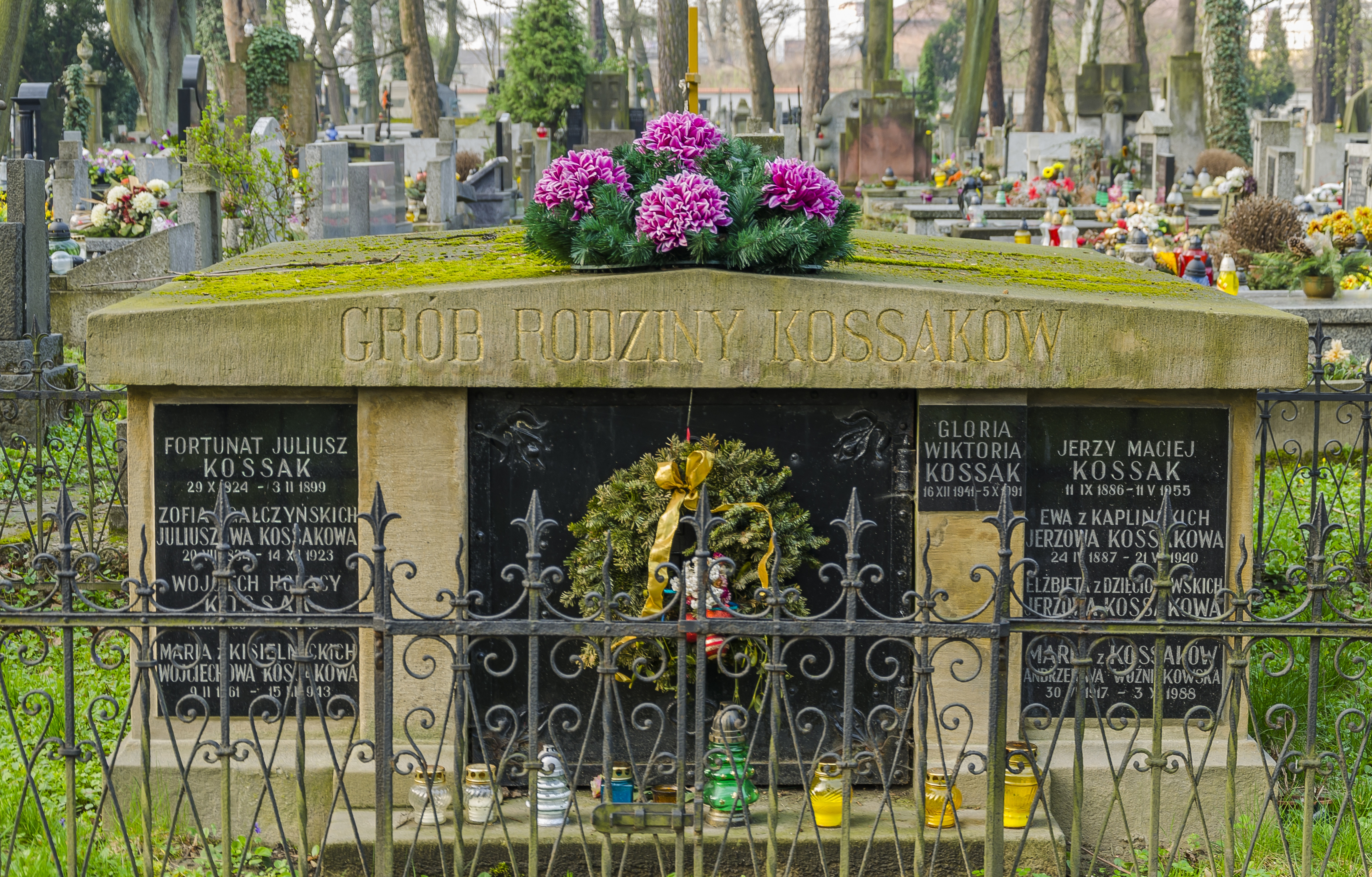
Grób rodziny Kossaków na cmentarzu Rakowickim w Krakowie

Była pomysłodawczynią muzeum w Kossakówce, które prezentowało pamiątki po rodzinie Kossaków. Jego otwarcie miało miejsce 27 grudnia 1971 r. W kawiarni tegoż muzeum organizowała wieczory poetów-debiutantów, wernisaże młodych malarzy, recitale muzyczne, prezentacje aktorskie, a także dyskusje i prelekcje o różnorakiej tematyce, m.in. koncert Haliny Czerny-Stefańskiej ze słowami Jerzego Broszkiewicza, recitale Tria Krakowskiego, skrzypaczki Kai Danczowskiej, występy Lidii Zamkow, Leszka Herdegena, Haliny Mikołajskiej. W muzeum odbywały się lekcje literatury i historii przeznaczone dla szkół. Kawiarnia została zamknięta po kilku latach z powodu słabej rentowności, zwłaszcza po obłożeniu jej przez władze tzw. domiarem.
W 1988 powstała etiuda filmowa „Gloria” w reżyserii Bogusława Dąbrowy-Kostki poświęcona Glorii Kossak.
Była członkinią krakowskiego Automobilklubu i posiadała licencję rajdową pierwszej klasy. W 1985 r. zdobyła pierwsze miejsce na Mistrzostwach Polski w klasie A-12, w wyścigach górskich wywalczyła tytuł wicemistrza Okręgu Krakowskiego.
Pochowana na cmentarzu Rakowickim w Krakowie.